# Madeira Challenger
Il Madeira Challenger è stato un torneo professionistico di tennis giocato su campi in cemento. Faceva parte dell'ATP Challenger Series. Si giocava annualmente dal 1988 al 1991 a Funchal, in Portogallo.

## Albo d'oro

### Singolare
| Anno     | Campione       | Finalista        | Punteggio       |
| -------- | -------------- | ---------------- | --------------- |
| 1988     | Javier Sánchez | David Lewis      | 6-1, 6-1        |
| 1988 (2) | Francisco Roig | Richard Fromberg | 6–4, 1–0 ritiro |
| 1989     | Nuno Marques   | Jeremy Bates     | 6–3, 6–3        |
| 1990     | Non disputato  | Non disputato    | Non disputato   |
| 1991     | Byron Black    | Nicolás Pereira  | 6–3, 6–4        |

### Doppio
| Anno     | Campioni                           | Finalisti                   | Punteggio     |
| -------- | ---------------------------------- | --------------------------- | ------------- |
| 1988     | David Felgate Nick Fulwood         | Jon Levine Nduka Odizor     | 7–5, 7–5      |
| 1988 (2) | Jason Stoltenberg Todd Woodbridge  | David Felgate Nick Fulwood  | 6–2, 6–4      |
| 1989     | Nick Brown Andrew Castle           | Warren Green Stephen Shaw   | 6–3, 6–2      |
| 1990     | Non disputato                      | Non disputato               | Non disputato |
| 1991     | John-Laffnie de Jager Byron Talbot | Byron Black T. J. Middleton | 2–6, 7–6, 6–4 |